# Эритроксиловые
Эритроксиловые (лат. Erythroxylaceae) — семейство двудольных растений, входящее в порядок Мальпигиецветные, включающее в себя 4 рода и около 250 видов.
Семейство имеет пантропическое распространение, но большинство видов встречается в тропической Америке: от Мексики и Кубы до Южного Чили.
Небольшие деревья и кустарники. 
Наиболее известный представитель семейства — Кокаиновый куст (Erythroxylum coca), который является источником наркотического вещества — кокаина.

## Роды
- Aneulophus Benth.
- Erythroxylum P.Browne — Эритроксилум
- Nectaropetalum Engl. [syn.  Peglera Bolus]
- Pinacopodium Exell & Mendonça